# Tournoi pré-olympique de football de 1971-1972
Navigation
Mexico 1968 Montréal 1976
Le tournoi pré-olympique de football de 1971-1972 a eu pour but de désigner les 14 nations qualifiées pour participer au tournoi final de football, disputé lors des Jeux olympiques de Munich en 1972. Médaillée d'or et tenante du titre, la Hongrie est qualifiée d'office ainsi que l'Allemagne de l’Ouest en tant que pays hôte, ces deux nations complètent ainsi le total des 16 participants à la phase finale.
Sur 82 nations inscrites au départ, 78 pays originaires de cinq continents ont effectivement pris part aux matches de qualification, qui ont eu lieu du 7 février 1971 au 3 juin 1972, et étaient répartis entre les cinq confédérations comme suit :
- 20 équipes d'Europe (UEFA)
- 10 équipes d'Amérique du Sud (CONMEBOL)
- 11 équipes d'Amérique du Nord et d'Amérique centrale (CONCACAF)
- 17 équipes d'Asie (AFC)
- 20 équipes d'Afrique (CAF)

Les quatre nations britanniques (l'Angleterre, l'Écosse, l'Irlande du Nord et le pays de Galles) sont réunies sous la bannière de la Grande-Bretagne. Malte, la Finlande, Cuba et le Costa Rica déclarent forfait sans disputer la moindre rencontre.

## Pays qualifiés
| Tournoi qualificatif           | Dates                              | Lieu                  | Places | Qualifiés                                            |
| ------------------------------ | ---------------------------------- | --------------------- | ------ | ---------------------------------------------------- |
| Pays organisateur              |                                    |                       | 1      | Allemagne de l’Ouest                                 |
| Tenant du titre                |                                    |                       | 1      | Hongrie                                              |
| Tournoi pré-olympique UEFA     | du 24 mars 1971 au 31 mai 1972     | Itinérant             | 4      | Union soviétique Pologne Allemagne de l'Est Danemark |
| Tournoi pré-olympique CONMEBOL | du 26 novembre au 11 décembre 1971 | Colombie              | 2      | Brésil Colombie                                      |
| Tournoi pré-olympique CONCACAF | du 18 avril 1971 au 28 mai 1972    | Itinérant             | 2      | Mexique États-Unis                                   |
| Tournoi pré-olympique AFC      | du 28 mai 1971 au 3 juin 1972      | Séoul Rangoun Téhéran | 3      | Malaisie Birmanie Iran                               |
| Tournoi pré-olympique CAF      | du 7 février 1971 au 28 mai 1972   | Itinérant             | 3      | Maroc Ghana Soudan                                   |
| Total                          |                                    |                       | 16     |                                                      |

## Résultats des qualifications par confédération
Dans les phases de qualification en groupe disputées selon le système de championnat, en cas d’égalité de points de plusieurs équipes à l'issue de la dernière journée, les critères suivants sont appliqués dans l'ordre indiqué pour établir leur classement :

- Meilleure différence de buts,
- Plus grand nombre de buts marqués.

Dans le système à élimination directe avec des matches aller et retour, en cas d'égalité parfaite au score cumulé des deux rencontres, les mesures suivantes sont d'application :

- Nécessité d'un match d'appui disputé sur terrain neutre (UEFA, AFC), ou
- Organisation de prolongations et, au besoin, d'une séance de tirs au but, si les deux équipes sont toujours à égalité au terme des prolongations (CAF), et
- La règle des buts marqués à l'extérieur n'est pas en vigueur.

### Europe (UEFA)
Le tournoi européen de qualification aux Jeux olympiques d'été de 1972 s'est déroulé en deux rondes entre le 24 mars 1971 et le 31 mai 1972. Le premier tour a été disputé entre quatre groupes (trois groupes de six équipes et un groupe de quatre équipes), à l'issue duquel deux ou trois nations par poule se sont qualifiées pour la deuxième ronde à l'issue d'un système à élimination directe disputé en match aller-retour, en jouant si nécessaire un match d'appui car la règle des buts marqués à l'extérieur n'est pas en vigueur. Au terme du second tour, l'Union soviétique, la Pologne, l'Allemagne de l'Est et le Danemark ont décroché leur participation au tournoi olympique.

#### Groupe 1

##### Premier tour
| Équipe 1         | Résultat | Équipe 2 | Aller | Retour | Appui |
| ---------------- | -------- | -------- | ----- | ------ | ----- |
| Luxembourg       | 3 - 5    | Autriche | 1 - 0 | 2 - 3  | 0 - 2 |
| Islande          | 0 - 1    | France   | 0 - 0 | 0 - 1  | -     |
| Union soviétique | 4 - 0    | Pays-Bas | 4 - 0 | 0 - 0  | -     |

##### Second tour
| Rang | Équipe           | Pts | J | G | N | P | Bp | Bc | Diff |  | Résultats (▼ dom., ► ext.) |     |     |     |
| ---- | ---------------- | --- | - | - | - | - | -- | -- | ---- |  | -------------------------- | --- | --- | --- |
| 1    | Union soviétique | 8   | 4 | 4 | 0 | 0 | 13 | 2  | +11  |  | Union soviétique           |     | 5-1 | 4-0 |
| 2    | France           | 4   | 4 | 2 | 0 | 2 | 10 | 9  | +1   |  | France                     | 1-3 |     | 5-1 |
| 3    | Autriche         | 0   | 4 | 0 | 0 | 4 | 1  | 13 | -12  |  | Autriche                   | 0-1 | 0-3 |     |

#### Groupe 2

##### Premier tour
| Équipe 1        | Résultat | Équipe 2 | Aller | Retour |
| --------------- | -------- | -------- | ----- | ------ |
| Grande-Bretagne | 1 - 5    | Bulgarie | 1 - 0 | 0 - 5  |
| Espagne         | 4 - 0    | Turquie  | 3 - 0 | 1 - 0  |
| Pologne         | 8 - 0    | Grèce    | 7 - 0 | 1 - 0  |

##### Second tour
| Rang | Équipe   | Pts | J | G | N | P | Bp | Bc | Diff |  | Résultats (▼ dom., ► ext.) |     |     |     |
| ---- | -------- | --- | - | - | - | - | -- | -- | ---- |  | -------------------------- | --- | --- | --- |
| 1    | Pologne  | 6   | 4 | 3 | 0 | 1 | 8  | 3  | +5   |  | Pologne                    |     | 3-0 | 2-0 |
| 2    | Bulgarie | 5   | 4 | 2 | 1 | 1 | 14 | 10 | +4   |  | Bulgarie                   | 3-1 |     | 8-3 |
| 3    | Espagne  | 1   | 4 | 0 | 1 | 3 | 6  | 15 | -9   |  | Espagne                    | 0-2 | 3-3 |     |

#### Groupe 3

##### Premier tour
| Équipe 1             | Résultat | Équipe 2      | Aller | Retour |
| -------------------- | -------- | ------------- | ----- | ------ |
| République d'Irlande | 0 - 3    | Yougoslavie   | 0 - 1 | 0 - 2  |
| Allemagne de l'Est   | 5 - 0    | Italie        | 4 - 0 | 1 - 0  |
| Finlande             | -        | Malte forfait | -     | -      |

##### Second tour
| Rang | Équipe             | Pts     | J       | G       | N       | P       | Bp      | Bc      | Diff    |  | Résultats (▼ dom., ► ext.) |     |     |
| ---- | ------------------ | ------- | ------- | ------- | ------- | ------- | ------- | ------- | ------- |  | -------------------------- | --- | --- |
| 1    | Allemagne de l'Est | 3       | 2       | 1       | 1       | 0       | 2       | 0       | +2      |  | Allemagne de l'Est         |     | 2-0 |
| 2    | Yougoslavie        | 1       | 2       | 0       | 1       | 1       | 0       | 2       | -2      |  | Yougoslavie                | 0-0 |     |
| -    | Finlande           | Forfait | Forfait | Forfait | Forfait | Forfait | Forfait | Forfait | Forfait |  |                            |     |     |

#### Groupe 4

##### Premier tour
| Équipe 1 | Résultat | Équipe 2 | Aller | Retour |
| -------- | -------- | -------- | ----- | ------ |
| Roumanie | 4 - 2    | Albanie  | 2 - 1 | 2 - 1  |
| Suisse   | 2 - 5    | Danemark | 2 - 1 | 0 - 4  |

##### Second tour
| Rang | Équipe   | Pts | J | G | N | P | Bp | Bc | Diff |  | Résultats (▼ dom., ► ext.) |     |     |
| ---- | -------- | --- | - | - | - | - | -- | -- | ---- |  | -------------------------- | --- | --- |
| 1    | Danemark | 4   | 4 | 2 | 0 | 0 | 5  | 3  | +2   |  | Danemark                   |     | 2-1 |
| 2    | Roumanie | 0   | 2 | 0 | 0 | 2 | 3  | 5  | -2   |  | Roumanie                   | 2-3 |     |

### Amérique du Sud (CONMEBOL)
Le tournoi pré-olympique sud-américain s'est déroulé du 26 novembre au 11 décembre 1971 dans trois villes de Colombie : Cali, Medellín et Bogota. Les dix nations participantes ont été versées dans deux poules de cinq équipes. Les deux équipes les mieux classées de chacun des deux groupes se sont retrouvées pour le tournoi final au sein d'un groupe unique dont les deux premiers étaient placés pour le tournoi olympique au terme d'une compétition à match unique entre chacun des adversaires. À l'issue de ces éliminatoires, le Brésil et la Colombie se sont qualifiés.

#### Premier tour

##### Groupe 1
Les rencontres ont été disputées à Cali et Medellín en Colombie du 26 novembre au 5 décembre 1971.
| Rang | Équipe    | Pts | J | G | N | P | Bp | Bc | Diff |  | Résultats (▼ dom., ► ext.) |  |     |     |     |     |
| ---- | --------- | --- | - | - | - | - | -- | -- | ---- |  | -------------------------- |  | --- | --- | --- | --- |
| 1    | Brésil    | 6   | 4 | 2 | 2 | 0 | 4  | 2  | +2   |  | Brésil                     |  | 0-0 | 2-1 | 1-1 | 1-0 |
| 2    | Argentine | 5   | 4 | 1 | 3 | 0 | 5  | 3  | +2   |  | Argentine                  |  |     | 1-1 | 2-2 | 2-0 |
| 3    | Bolivie   | 4   | 4 | 1 | 2 | 1 | 5  | 5  | 0    |  | Bolivie                    |  |     |     | 2-1 | 1-1 |
| 4    | Équateur  | 3   | 4 | 0 | 3 | 1 | 4  | 5  | -1   |  | Équateur                   |  |     |     |     | 0-0 |
| 5    | Chili     | 2   | 4 | 0 | 2 | 2 | 1  | 4  | -3   |  | Chili                      |  |     |     |     |     |

##### Groupe 2
Les rencontres ont été disputées à Bogota en Colombie du 26 novembre au 5 décembre 1971.
| Rang | Équipe    | Pts | J | G | N | P | Bp | Bc | Diff |  | Résultats (▼ dom., ► ext.) |  |     |     |     |     |
| ---- | --------- | --- | - | - | - | - | -- | -- | ---- |  | -------------------------- |  | --- | --- | --- | --- |
| 1    | Pérou     | 7   | 4 | 3 | 1 | 0 | 7  | 2  | +5   |  | Pérou                      |  | 1-1 | 2-1 | 1-0 | 3-0 |
| 2    | Colombie  | 6   | 4 | 2 | 2 | 0 | 5  | 2  | +3   |  | Colombie                   |  |     | 0-0 | 2-1 | 2-0 |
| 3    | Paraguay  | 4   | 4 | 1 | 2 | 1 | 6  | 4  | +2   |  | Paraguay                   |  |     |     | 1-1 | 4-1 |
| 4    | Uruguay   | 3   | 4 | 1 | 1 | 2 | 4  | 4  | 0    |  | Uruguay                    |  |     |     |     | 2-0 |
| 5    | Venezuela | 0   | 4 | 0 | 0 | 4 | 1  | 11 | -10  |  | Venezuela                  |  |     |     |     |     |

#### Tournoi final
Le tournoi a été disputé à Bogota en Colombie du 7 au 11 décembre 1971.
| Rang | Équipe    | Pts | J | G | N | P | Bp | Bc | Diff |  | Résultats (▼ dom., ► ext.) |  |     |     |     |
| ---- | --------- | --- | - | - | - | - | -- | -- | ---- |  | -------------------------- |  | --- | --- | --- |
| 1    | Brésil    | 5   | 3 | 2 | 1 | 0 | 3  | 1  | +2   |  | Brésil                     |  | 1-1 | 1-0 | 1-0 |
| 2    | Colombie  | 3   | 3 | 0 | 3 | 0 | 2  | 2  | 0    |  | Colombie                   |  |     | 1-1 | 0-0 |
| 3    | Argentine | 2   | 3 | 0 | 2 | 1 | 2  | 3  | -1   |  | Argentine                  |  |     |     | 1-1 |
| 4    | Pérou     | 2   | 3 | 0 | 2 | 1 | 1  | 2  | -1   |  | Pérou                      |  |     |     |     |

### Amérique du Nord, Amérique centrale et Caraïbes (CONCACAF)
La phase de qualification et le tournoi pré-olympique de la CONCACAF ont eu lieu du 18 avril 1971 au 28 mai 1972 et ont permis au Mexique et aux États-Unis de se qualifier pour le tournoi olympique. Les douze nations participantes ont été versées dans quatre poules de trois équipes. Les équipes les mieux classées de chacun des groupes se sont retrouvées pour le tournoi final au sein d'un groupe unique dont les deux premiers étaient placés pour le tournoi olympique au terme d'une compétition en matches aller et retour.

#### Premier tour

##### Groupe 1
| Rang | Équipe   | Pts     | J       | G       | N       | P       | Bp      | Bc      | Diff    |  | Résultats (▼ dom., ► ext.) |     |     |     |
| ---- | -------- | ------- | ------- | ------- | ------- | ------- | ------- | ------- | ------- |  | -------------------------- | --- | --- | --- |
| 1    | Mexique  | 6       | 4       | 3       | 0       | 1       | 6       | 1       | +5      |  | Mexique                    |     | 1-0 | 3-0 |
| 2    | Canada   | 5       | 4       | 2       | 1       | 1       | 5       | 2       | +3      |  | Canada                     | 1-0 |     | 1-1 |
| 3    | Bermudes | 1       | 4       | 0       | 1       | 3       | 1       | 9       | -8      |  | Bermudes                   | 0-2 | 0-3 |     |
| -    | Cuba     | Forfait | Forfait | Forfait | Forfait | Forfait | Forfait | Forfait | Forfait |  |                            |     |     |     |

##### Groupe 2
Les rencontres ont été disputées à Guatemala du 18 avril au 2 mai 1971.
| Rang | Équipe              | Pts | J | G | N | P | Bp | Bc | Diff |  | Résultats (▼ dom., ► ext.) |     |     |     |
| ---- | ------------------- | --- | - | - | - | - | -- | -- | ---- |  | -------------------------- | --- | --- | --- |
| 1    | Guatemala           | 5   | 4 | 2 | 1 | 1 | 9  | 5  | +4   |  | Guatemala                  |     | 2-2 | 4-1 |
| 2    | Guyane néerlandaise | 5   | 4 | 2 | 1 | 1 | 7  | 6  | +1   |  | Guyane néerlandaise        | 1-0 |     | 3-0 |
| 3    | Panama              | 2   | 4 | 1 | 0 | 3 | 6  | 11 | -5   |  | Panama                     | 1-3 | 4-1 |     |

##### Groupe 3
Les États-Unis et le Salvador terminent à égalité de points et avec la même différence de buts, un barrage a donc été nécessaire pour désigner le participant au tournoi final continental. Cette rencontre fut disputée sur terrain neutre à Kingston en Jamaïque le 19 septembre 1971.
| Rang | Équipe     | Pts | J | G | N | P | Bp | Bc | Diff |  | Résultats (▼ dom., ► ext.) |     |     |     |
| ---- | ---------- | --- | - | - | - | - | -- | -- | ---- |  | -------------------------- | --- | --- | --- |
| 1    | États-Unis | 6   | 4 | 2 | 2 | 0 | 8  | 3  | +5   |  | États-Unis                 |     | 1-1 | 3-0 |
| 2    | Salvador   | 6   | 4 | 2 | 2 | 0 | 9  | 4  | +5   |  | Salvador                   | 1-1 |     | 4-2 |
| 3    | Barbade    | 0   | 4 | 0 | 0 | 4 | 3  | 13 | -10  |  | Barbade                    | 1-3 | 0-3 |     |

###### Barrage
| Équipe 1   | Résultat         | Équipe 2 |
| ---------- | ---------------- | -------- |
| États-Unis | 1 - 1 ap (5 - 4) | Salvador |

##### Groupe 4
| Rang | Équipe                 | Pts     | J       | G       | N       | P       | Bp      | Bc      | Diff    |  | Résultats (▼ dom., ► ext.) |     |     |
| ---- | ---------------------- | ------- | ------- | ------- | ------- | ------- | ------- | ------- | ------- |  | -------------------------- | --- | --- |
| 1    | Jamaïque               | 3       | 2       | 1       | 1       | 0       | 3       | 2       | +1      |  | Jamaïque                   |     | 2-1 |
| 2    | Antilles néerlandaises | 1       | 2       | 0       | 1       | 1       | 2       | 3       | -1      |  | Antilles néerlandaises     | 1-1 |     |
| -    | Costa Rica             | Forfait | Forfait | Forfait | Forfait | Forfait | Forfait | Forfait | Forfait |  |                            |     |     |

#### Tournoi final
| Rang | Équipe     | Pts | J | G | N | P | Bp | Bc | Diff |  | Résultats (▼ dom., ► ext.) |     |     |     |     |
| ---- | ---------- | --- | - | - | - | - | -- | -- | ---- |  | -------------------------- | --- | --- | --- | --- |
| 1    | Mexique    | 8   | 6 | 3 | 2 | 1 | 11 | 5  | +6   |  | Mexique                    |     | 1-1 | 1-0 | 4-0 |
| 2    | États-Unis | 7   | 6 | 2 | 3 | 1 | 10 | 9  | +1   |  | États-Unis                 | 2-2 |     | 2-1 | 2-1 |
| 3    | Guatemala  | 5   | 6 | 2 | 1 | 3 | 6  | 8  | -2   |  | Guatemala                  | 1-3 | 3-2 |     | 1-0 |
| 4    | Jamaïque   | 4   | 6 | 1 | 2 | 3 | 3  | 8  | -5   |  | Jamaïque                   | 1-0 | 1-1 | 0-0 |     |

### Asie (AFC)
La phase de qualification asiatique a été jouée entre le 28 mai 1971 et le 3 juin 1972 en trois groupes. Un groupe de cinq équipes ayant désigné le vainqueur, et premier qualifié, au terme d'une compétition à match unique contre chacun des adversaires a eu lieu à Séoul en Corée du Sud. Les quatre équipes les mieux placées d'un second groupe de six équipes (divisé en deux sous-groupes de trois équipes) au terme d'une compétition à match unique contre chacun des adversaires, disputée à Rangoun en Birmanie, se sont rencontrées lors de demi-finales et d'une finale supplémentaires désignant le deuxième pays qualifié. Le dernier participant au tournoi olympique a été déterminé dans un troisième groupe de six équipes à l'issue d'un système à élimination directe disputé en match aller-retour sur trois rondes, en jouant si nécessaire un match d'appui sur terrain neutre en cas d'égalité parfaite au score cumulé car la règle des buts marqués à l'extérieur n'est pas en vigueur. Au terme de cette phase éliminatoire, la Malaisie, la Birmanie et l'Iran ont gagné le droit de disputer le tournoi olympique.

#### Groupe 1
Le tournoi final a été disputé à Séoul en Corée du Sud du 23 septembre au 4 octobre 1971.

##### Tour final
| Rang | Équipe       | Pts | J | G | N | P | Bp | Bc | Diff |  | Résultats (▼ dom., ► ext.) |  |     |     |     |     |
| ---- | ------------ | --- | - | - | - | - | -- | -- | ---- |  | -------------------------- |  | --- | --- | --- | --- |
| 1    | Malaisie     | 8   | 4 | 4 | 0 | 0 | 12 | 0  | +12  |  | Malaisie                   |  | 1-0 | 3-0 | 5-0 | 3-0 |
| 2    | Corée du Sud | 6   | 4 | 3 | 0 | 1 | 16 | 2  | +14  |  | Corée du Sud               |  |     | 2-1 | 6-0 | 8-0 |
| 3    | Japon        | 4   | 4 | 2 | 0 | 2 | 14 | 7  | +7   |  | Japon                      |  |     |     | 8-1 | 5-1 |
| 4    | Philippines  | 2   | 4 | 1 | 0 | 3 | 4  | 19 | -15  |  | Philippines                |  |     |     |     | 3-0 |
| 5    | Taïwan       | 0   | 4 | 0 | 0 | 4 | 1  | 19 | -18  |  | Taïwan                     |  |     |     |     |     |

#### Groupe 2
Les rencontres ont été disputées à Rangoun en Birmanie du 20 mars au 4 avril 1971. Les participants ont été répartis en deux sous-groupes, les deux meilleurs classés de chaque poule ont ensuite disputé des demi-finales et une finale pour l'attribution d'un ticket qualificatif. Un tour préliminaire a été organisé pour l'allocation des groupes.

##### Matches d'allocation des groupes
- Groupe A : le vaincu par le plus petit écart et les vainqueurs des deux autres matchs
- Groupe B : le vainqueur par le plus petit écart et les vaincus des deux autres matchs

| Équipe 1  | Résultat | Équipe 2  |
| --------- | -------- | --------- |
| Indonésie | 4 - 0    | Thaïlande |
| Birmanie  | 4 - 3    | Inde      |
| Israël    | 3 - 0    | Ceylan    |

##### Groupe A
| Rang | Équipe    | Pts | J | G | N | P | Bp | Bc | Diff |  | Résultats (▼ dom., ► ext.) |  |     |     |
| ---- | --------- | --- | - | - | - | - | -- | -- | ---- |  | -------------------------- |  | --- | --- |
| 1    | Israël    | 4   | 2 | 2 | 0 | 0 | 2  | 0  | +2   |  | Israël                     |  | 1-0 | 1-0 |
| 2    | Indonésie | 2   | 2 | 1 | 0 | 1 | 4  | 3  | +1   |  | Indonésie                  |  |     | 4-2 |
| 3    | Inde      | 0   | 2 | 0 | 0 | 2 | 2  | 5  | -3   |  | Inde                       |  |     |     |

##### Groupe B
| Rang | Équipe    | Pts | J | G | N | P | Bp | Bc | Diff |  | Résultats (▼ dom., ► ext.) |  |     |     |
| ---- | --------- | --- | - | - | - | - | -- | -- | ---- |  | -------------------------- |  | --- | --- |
| 1    | Birmanie  | 4   | 2 | 2 | 0 | 0 | 12 | 1  | +11  |  | Birmanie                   |  | 7-0 | 5-1 |
| 2    | Thaïlande | 2   | 2 | 1 | 0 | 1 | 5  | 7  | -2   |  | Thaïlande                  |  |     | 5-0 |
| 3    | Ceylan    | 0   | 2 | 0 | 0 | 2 | 1  | 10 | -9   |  | Ceylan                     |  |     |     |

##### Demi-finales
| Équipe 1 | Résultat         | Équipe 2  |
| -------- | ---------------- | --------- |
| Israël   | 0 - 0 ap (2 - 4) | Thaïlande |
| Birmanie | 3 - 0            | Indonésie |

##### Finale
| Équipe 1 | Résultat | Équipe 2  |
| -------- | -------- | --------- |
| Birmanie | 1 - 0    | Thaïlande |

#### Groupe 3
Les rencontres étaient censées être disputées à Téhéran en Iran mais en raison de problèmes d'obtention de visas auprès des autorités iraniennes, la FIFA a finalement décidé d'organiser des matches aller et retour sur trois rondes, en jouant si nécessaire un match d'appui sur terrain neutre en cas d'égalité parfaite au score cumulé car la règle des buts marqués à l'extérieur n'est pas en vigueur.

##### Premier tour
| Équipe 1 | Résultat | Équipe 2      | Aller | Retour | Appui |
| -------- | -------- | ------------- | ----- | ------ | ----- |
| Syrie    | 0 - 1    | Corée du Nord | 0 - 0 | 0 - 1  | -     |
| Liban    | 2 - 3    | Irak          | 1 - 0 | 0 - 1  | 1 - 2 |
|          | exempt   | Iran          | -     | -      | -     |
|          | exempt   | Koweït        | -     | -      | -     |

##### Deuxième tour
| Équipe 1 | Résultat | Équipe 2      | Aller | Retour |
| -------- | -------- | ------------- | ----- | ------ |
| Irak     | 1 - 3    | Corée du Nord | 1 - 0 | 0 - 3  |
| Iran     | 4 - 0    | Koweït        | 2 - 0 | 2 - 0  |

##### Troisième tour
| Équipe 1      | Résultat | Équipe 2 | Aller | Retour | Appui |
| ------------- | -------- | -------- | ----- | ------ | ----- |
| Corée du Nord | 0 - 2    | Iran     | 0 - 0 | 0 - 0  | 0 - 2 |

### Afrique (CAF)
Le tournoi africain de qualifications pour les Jeux olympiques d’été de 1972 s’est déroulé sur deux tours entre le 7 février 1971 et le 28 mai 1972. Le premier tour a été disputé entre trois groupes (deux groupes de six équipes et un groupe de huit équipes), à l'issue duquel trois ou quatre nations par poule se sont qualifiées pour la deuxième ronde à l'issue d'un système à élimination directe disputé en match aller-retour, en jouant si nécessaire un match d'appui car la règle des buts marqués à l'extérieur n'est pas en vigueur. Au terme du second tour, le Maroc, le Ghana et le Soudan se sont qualifiés pour le tournoi olympique.

#### Groupe 1

##### Premier tour
| Équipe 1 | Résultat | Équipe 2        | Aller | Retour   |
| -------- | -------- | --------------- | ----- | -------- |
| Tunisie  | 3 - 2    | Rép. arabe unie | 3 - 0 | 0 - 2    |
| Mali     | 3 - 2    | Algérie         | 1 - 0 | 2 - 2 ap |
| Maroc    | 8 - 3    | Niger           | 5 - 2 | 3 - 1    |

##### Second tour
| Rang | Équipe  | Pts | J | G | N | P | Bp | Bc | Diff |  | Résultats (▼ dom., ► ext.) |     | Drapeau : Tunisie |     |
| ---- | ------- | --- | - | - | - | - | -- | -- | ---- |  | -------------------------- | --- | ----------------- | --- |
| 1    | Maroc   | 6   | 4 | 2 | 2 | 0 | 9  | 5  | +4   |  | Maroc                      |     | 0-0               | 2-1 |
| 2    | Tunisie | 4   | 4 | 1 | 2 | 1 | 7  | 5  | +2   |  | Tunisie                    | 3-3 |                   | 4-0 |
| 3    | Mali    | 2   | 4 | 1 | 0 | 3 | 4  | 10 | -6   |  | Mali                       | 1-4 | 2-0               |     |

#### Groupe 2

##### Premier tour
| Équipe 1      | Résultat      | Équipe 2 | Aller | Retour              |
| ------------- | ------------- | -------- | ----- | ------------------- |
| Togo          | 1 - 1 (5 - 3) | Guinée   | 1 - 1 | 0 - 0 ap (5 - 3)tab |
| Ghana         | 3 - 1         | Liberia  | 2 - 1 | 1 - 0               |
| Nigeria       | 2 - 3         | Sénégal  | 1 - 1 | 1 - 2               |
| forfait Gabon | 2 - 3         | Cameroun | 2 - 3 | -                   |

##### Second tour
| Rang | Équipe   | Pts | J | G | N | P | Bp | Bc | Diff |  | Résultats (▼ dom., ► ext.) |     |     |     |     |
| ---- | -------- | --- | - | - | - | - | -- | -- | ---- |  | -------------------------- | --- | --- | --- | --- |
| 1    | Ghana    | 8   | 6 | 3 | 2 | 1 | 7  | 3  | +4   |  | Ghana                      |     | 0-0 | 1-0 | 1-1 |
| 2    | Cameroun | 8   | 6 | 3 | 2 | 1 | 7  | 7  | 0    |  | Cameroun                   | 0-3 |     | 3-2 | 1-0 |
| 3    | Sénégal  | 6   | 6 | 2 | 2 | 2 | 8  | 6  | +2   |  | Sénégal                    | 2-0 | 1-1 |     | 0-0 |
| 4    | Togo     | 2   | 6 | 0 | 2 | 4 | 3  | 9  | -6   |  | Togo                       | 0-2 | 1-2 | 1-3 |     |

#### Groupe 3

##### Premier tour
| Équipe 1 | Résultat | Équipe 2   | Aller | Retour |
| -------- | -------- | ---------- | ----- | ------ |
| Malawi   | 3 - 6    | Madagascar | 1 - 2 | 2 - 4  |
| Éthiopie | 7 - 3    | Zambie     | 6 - 3 | 1 - 0  |
| Soudan   | 5 - 1    | Ouganda    | 4 - 0 | 1 - 1  |

##### Second tour
| Rang | Équipe     | Pts | J | G | N | P | Bp | Bc | Diff |  | Résultats (▼ dom., ► ext.) |     |     |     |
| ---- | ---------- | --- | - | - | - | - | -- | -- | ---- |  | -------------------------- | --- | --- | --- |
| 1    | Soudan     | 7   | 4 | 3 | 1 | 0 | 8  | 2  | +6   |  | Soudan                     |     | 1-0 | 3-0 |
| 2    | Éthiopie   | 5   | 4 | 2 | 1 | 1 | 7  | 6  | +1   |  | Éthiopie                   | 2-2 |     | 3-2 |
| 3    | Madagascar | 0   | 4 | 0 | 0 | 4 | 3  | 10 | -7   |  | Madagascar                 | 0-2 | 1-2 |     |